# 微晶蠟
微晶蠟是熔點約在攝氏75度以上之石蠟，含碳量於40 - 80之間，分子量約在500 - 800左右，含異構碳氫化合物量高達50-80%時，會形成微細晶體稱為微晶蠟。與一般石蠟比較，具有較高之熔點與較佳之韌性。

## 外部連結
- 大英百科